# Synagoga w Nisku
Synagoga w Nisku – synagoga znajdująca się w Nisku przy ulicy Polskiego Czerwonego Krzyża.
Synagoga, zbudowana pod koniec XIX wieku, została zdewastowana podczas II wojny światowej przez hitlerowców. Po zakończeniu wojny w synagodze mieściły się magazyny PZGS, a w dwóch pozostałych salach biura PZZ.
24 sierpnia 1953 roku uchwałą Prezydium Miejskiej Rady Narodowej w Nisku synagoga została przekazana Powszechnej Spółdzielni Spożywców, która urządziła w niej punkt żywienia zbiorowego (gospodę). 14 kwietnia 1958 Sąd Rejonowy w Nisku postanowił o nabyciu nieruchomości przez Skarb Państwa przez zasiedzenie. W 1960 r. została przebudowana, a w latach późniejszych w synagodze mieściły się sklepy, kawiarnia, a obecnie pizzeria.
Murowany z cegły budynek synagogi został wzniesiony na planie prostokąta o wymiarach 17 na 10 metrów, z przybudówką od frontu, stanowiącą klatkę schodową. Konstrukcja stropu drewniana z belkowaniem i podsufitką. Po powojennej przebudowie w większości zatarto wystrój zewnętrzny.